# Гущак великий
Гущак великий (Atrichornis clamosus) — вид горобцеподібних птахів родини гущакових (Atrichornithidae).

## Поширення
Ендемік Австралії. Поширений на заході країни. З 1899 року вважався вимерлим. Проте у 1961 році було знайдено невелику популяцію поблизу міста Олбані в Західній Австралії. Частину птахів було переселено на острів Балд, у національний парк Вайчінікап і національний парк Поронгуруп (в останньому популяція була знищена пожежею).

### Чисельність
У 1970 році популяція виду складала 45 особин. Завдяки програмі збереження та розселення до середини 1990-х років популяція збільшилася до 400 птахів, а до середини 2010-х років — до 1500 особин.

## Біологія
Птах завдовжки 22 см. Живе в прибережних чагарниках. Майже не літає, швидко бігає під пологом чагарників. Спів дуже різноманітний, схожий на солов'їний, птахи часто співають дуетом. Гніздиться взимку (в червні). У кладці 1 білувате з цяточками яйце.